# Sportgemeinschaft 09 Wattenscheid 1992-1993
Questa voce raccoglie le informazioni riguardanti la Sportgemeinschaft 09 Wattenscheid nelle competizioni ufficiali della stagione 1992-1993.

## Stagione
Nella stagione 1992-1993 il Wattenscheid, allenato da Hans Bongartz, concluse il campionato di Bundesliga al 14º posto. In Coppa di Germania il Wattenscheid fu eliminato al primo turno dal Salmrohr.

## Rosa
| N. |                     | Ruolo | Calciatore        |
| -- | ------------------- | ----- | ----------------- |
| 4  | Germania (bandiera) | D     | Andreas Teichmann |
| 14 | Germania (bandiera) | C     | Dennis Lucke      |
|    | Germania (bandiera) | P     | Ralf Eilenberger  |
|    | Germania (bandiera) | P     | Udo Mai           |
|    | Germania (bandiera) | P     | Bernd Tilner      |
|    | Germania (bandiera) | D     | Thomas Audehm     |
|    | Germania (bandiera) | D     | Jörg Bach         |
|    | Germania (bandiera) | D     | Thorsten Daniel   |
|    | Germania (bandiera) | D     | Stefan Emmerling  |
|    | Germania (bandiera) | D     | Dirk Greiser      |
|    | Germania (bandiera) | D     | Thomas Langbein   |
|    | Germania (bandiera) | D     | Hans-Werner Moser |
|    | Germania (bandiera) | D     | Uwe Neuhaus       |
|    | Germania (bandiera) | D     | Roger Prinzen     |

| N. |                      | Ruolo | Calciatore         |
| -- | -------------------- | ----- | ------------------ |
|    | Germania (bandiera)  | D     | Jörg Sobiech       |
|    | Ucraina (bandiera)   | D     | Andrij Sydel'nykov |
|    | Germania (bandiera)  | C     | Eduard Buckmaier   |
|    | Germania (bandiera)  | C     | Thorsten Fink      |
|    | Germania (bandiera)  | C     | Frank Hartmann     |
|    | Germania (bandiera)  | C     | Günter Hermann     |
|    | Rep. Ceca (bandiera) | C     | Karel Kula         |
|    | Germania (bandiera)  | C     | Carsten Wolters    |
|    | Ghana (bandiera)     | A     | Ali Ibrahim        |
|    | Polonia (bandiera)   | A     | Marek Leśniak      |
|    | Germania (bandiera)  | A     | Andreas Müller     |
|    | Senegal (bandiera)   | A     | Souleyman Sané     |
|    | Germania (bandiera)  | A     | Guido Silberbach   |
|    | Germania (bandiera)  | A     | Uwe Tschiskale     |

## Organigramma societario
Area tecnica
- Allenatore: Hans Bongartz
- Allenatore in seconda:
- Preparatore dei portieri:
- Preparatori atletici:

## Calciomercato

### Sessione estiva
| Acquisti | Acquisti         | Acquisti          | Acquisti |
| R.       | Nome             | da                | Modalità |
| -------- | ---------------- | ----------------- | -------- |
| C        | Karel Kula       | Kickers Stoccarda |          |
| A        | Marek Leśniak    | Bayer Leverkusen  |          |
| A        | Guido Silberbach | FSV Gevelsberg    |          |

| Cessioni | Cessioni         | Cessioni          | Cessioni |
| R.       | Nome             | a                 | Modalità |
| -------- | ---------------- | ----------------- | -------- |
| D        | Stefan Kuhn      | Kickers Stoccarda |          |
| C        | Markus Schupp    | Bayern Monaco     |          |
| D        | Thomas Siewert   | Preußen Münster   |          |
| A        | René Unglaube    | TeBe Berlino      |          |
| A        | Bernhard Winkler | Kaiserslautern    |          |

### Sessione invernale
| Acquisti | Acquisti          | Acquisti         | Acquisti |
| R.       | Nome              | da               | Modalità |
| -------- | ----------------- | ---------------- | -------- |
| D        | Andreas Teichmann | DSC Wanne-Eickel |          |
| C        | Günter Hermann    | Werder Brema     |          |

| Cessioni | Cessioni | Cessioni | Cessioni |
| R.       | Nome     | a        | Modalità |
| -------- | -------- | -------- | -------- |

## Risultati

### Bundesliga

#### Girone di andata
| Arbitro: | Schmidhuber |

|                                  |           |                                             |
| Anderbrügge 29’ (rig.), 53’, 90’ | Marcatori | 40’, 72’ Leśniak 56’ (rig.), 58’ Tschiskale |

| Arbitro: | Kiefer |

|          |           |               |
| Kula 21’ | Marcatori | 54’ Bittengel |

| Arbitro: | Scheuerer |

|                                           |           |             |
| Wagner 4’ Vogel 10’ Kuntz 71’, 80’ (rig.) | Marcatori | 84’ Ibrahim |

| Arbitro: | Theobald |

|             |           |                    |
| Leśniak 28’ | Marcatori | 56’ Bein 78’ Kruse |

| Arbitro: | Haupt |

|                             |           |          |
| Prinzen 28’ (aut.) Kern 41’ | Marcatori | 27’ Fink |

| Arbitro: | Boos |

|                                                |           |                            |
| Neuhaus 35’ Buckmaier 61’ Prinzen 77’ Sané 79’ | Marcatori | 14’, 71’ (rig.) Ordenewitz |

| Arbitro: | Malbranc |

|                 |           |          |
| Thon 38’ (rig.) | Marcatori | 90’ Sané |

| Arbitro: | Best |

|                      |           |                       |
| Prinzen 34’ Fink 60’ | Marcatori | 61’ Bester 77’ Lečkov |

| Arbitro: | Weber |

|                 |           |                           |
| Klos 29’ (aut.) | Marcatori | 5’, 66’ Chapuisat 6’ Mill |

| Arbitro: | Fux |

|                                      |           |             |
| Pflipsen 29’, 83’ Dahlin 39’ Max 72’ | Marcatori | 57’ Neuhaus |

| Arbitro: | Fröhlich |

|                                  |           |               |
| Neuhaus 19’ Leśniak 23’ Fink 65’ | Marcatori | 60’ Stickroth |

| Arbitro: | Habermann |

|                                    |           |  |
| Rufer 25’ (rig.), 87’ Bratseth 35’ | Marcatori |  |

| Bochum 14 novembre 1992, ore 15:30 CET 13ª giornata | Wattenscheid 09 | 0 – 0 referto | Stoccarda | Lohrheidestadion (6 000 spett.)\| Arbitro: \| Dellwing \| |
| Arbitro:                                            | Dellwing        |               |           |                                                           |

| Arbitro: | Steinborn |

|                           |           |               |
| Olivares 51’ Eckstein 74’ | Marcatori | 30’ Emmerling |

| Arbitro: | Mölm |

|          |           |                                |
| Sané 76’ | Marcatori | 5’ Fischer 59’ Hapal 89’ Wörns |

| Arbitro: | Berg |

|                      |           |                 |
| Krieg 26’ Šmarov 47’ | Marcatori | 84’ (aut.) Metz |

| Arbitro: | Strigel |

|               |           |  |
| Sané 22’, 39’ | Marcatori |  |

#### Girone di ritorno
| Bochum 19 febbraio 1993, ore 19:30 CET 18ª giornata | Wattenscheid 09 | 0 – 0 referto | Schalke 04 | Ruhrstadion (28 000 spett.)\| Arbitro: \| Kasper \| |
| Arbitro:                                            | Kasper          |               |            |                                                     |

| Arbitro: | Merk |

|            |           |             |
| Laeßig 15’ | Marcatori | 44’ Prinzen |

| Arbitro: | Strampe |

|                |           |  |
| Tschiskale 81’ | Marcatori |  |

| Arbitro: | Fröhlich |

|                                   |           |          |
| Andersen 4’, 58’ Schmitt 13’, 78’ | Marcatori | 36’ Fink |

| Arbitro: | Harder |

|                                 |           |           |
| Moser 26’ Tschiskale 44’ (rig.) | Marcatori | 35’ Ratke |

| Arbitro: | Gläser |

|                          |           |  |
| Fuchs 77’, 88’ Sturm 90’ | Marcatori |  |

| Arbitro: | Fux |

|                         |           |  |
| Ibrahim 72’ Leśniak 79’ | Marcatori |  |

| Arbitro: | Boos |

|            |           |             |
| Lečkov 31’ | Marcatori | 63’ Wolters |

| Arbitro: | Kasper |

|                                                            |           |  |
| Chapuisat 15’, 56’, 88’ Rummenigge 54’ Sammer 65’ Mill 80’ | Marcatori |  |

| Arbitro: | Ziller |

|                                  |           |            |
| Wolters 12’ Fink 28’ Neuhaus 63’ | Marcatori | 75’ Dahlin |

| Arbitro: | Amerell |

|  |           |               |
|  | Marcatori | 27’ Buckmaier |

| Arbitro: | Albrecht |

|                      |           |                      |
| Neuhaus 43’ Fink 52’ | Marcatori | 12’ Hobsch 67’ Rufer |

| Arbitro: | Theobald |

|                                            |           |             |
| Knup 45’, 82’ Frontzeck 48’ Sverrisson 90’ | Marcatori | 69’ Neuhaus |

| Arbitro: | Osmers |

|                                                                    |           |          |
| Tschiskale 54’ (rig.) Emmerling 69’ Fink 83’ (rig.) Silberbach 89’ | Marcatori | 75’ Wück |

| Arbitro: | Best |

|                                     |           |          |
| Kirsten 43’ Scholz 81’ Hoffmann 89’ | Marcatori | 75’ Fink |

| Arbitro: | Assenmacher |

|  |           |              |
|  | Marcatori | 4’, 69’ Carl |

| Arbitro: | Aust |

|                               |           |                |
| Wegmann 19’ Wosz 45’ Aden 53’ | Marcatori | 64’ Tschiskale |

### Coppa di Germania
| Arbitro: | Welz |

|                          |           |  |
| Ramadani 13’ Thömmes 61’ | Marcatori |  |

## Statistiche

### Statistiche di squadra
| Competizione      | Punti | In casa | In casa | In casa | In casa | In casa | In casa | In trasferta | In trasferta | In trasferta | In trasferta | In trasferta | In trasferta | Totale | Totale | Totale | Totale | Totale | Totale | DR  |
| Competizione      | Punti | G       | V       | N       | P       | Gf      | Gs      | G            | V            | N            | P            | Gf           | Gs           | G      | V      | N      | P      | Gf     | Gs     | DR  |
| ----------------- | ----- | ------- | ------- | ------- | ------- | ------- | ------- | ------------ | ------------ | ------------ | ------------ | ------------ | ------------ | ------ | ------ | ------ | ------ | ------ | ------ | --- |
| Bundesliga        | 28    | 17      | 8       | 5       | 4       | 29      | 21      | 17           | 2            | 3            | 12           | 17           | 46           | 34     | 10     | 8      | 16     | 46     | 67     | -21 |
| Coppa di Germania | -     | 0       | 0       | 0       | 0       | 0       | 0       | 1            | 0            | 0            | 1            | 0            | 2            | 1      | 0      | 0      | 1      | 0      | 2      | -2  |
| Totale            | 28    | 17      | 8       | 5       | 4       | 29      | 21      | 18           | 2            | 3            | 13           | 17           | 48           | 35     | 10     | 8      | 17     | 46     | 69     | -23 |

### Andamento in campionato
| Giornata  | 1 | 2 | 3  | 4  | 5  | 6  | 7  | 8  | 9  | 10 | 11 | 12 | 13 | 14 | 15 | 16 | 17 | 18 | 19 | 20 | 21 | 22 | 23 | 24 | 25 | 26 | 27 | 28 | 29 | 30 | 31 | 32 | 33 | 34 |
| --------- | - | - | -- | -- | -- | -- | -- | -- | -- | -- | -- | -- | -- | -- | -- | -- | -- | -- | -- | -- | -- | -- | -- | -- | -- | -- | -- | -- | -- | -- | -- | -- | -- | -- |
| Luogo     | T | C | T  | C  | T  | C  | T  | C  | C  | T  | C  | T  | C  | T  | C  | T  | C  | C  | T  | C  | T  | C  | T  | C  | T  | T  | C  | T  | C  | T  | C  | T  | C  | T  |
| Risultato | V | N | P  | P  | P  | V  | N  | N  | P  | P  | V  | P  | N  | P  | P  | P  | V  | N  | N  | V  | P  | V  | P  | V  | N  | P  | V  | V  | N  | P  | V  | P  | P  | P  |
| Posizione | 3 | 4 | 11 | 14 | 17 | 13 | 14 | 12 | 13 | 15 | 11 | 15 | 14 | 14 | 15 | 17 | 16 | 16 | 15 | 15 | 15 | 15 | 15 | 15 | 15 | 15 | 14 | 13 | 12 | 13 | 12 | 12 | 12 | 14 |

Legenda:

Luogo: C = Casa; T = Trasferta. Risultato: V = Vittoria; N = Pareggio; P = Sconfitta.

### Statistiche dei giocatori
| Giocatore      | Bundesliga | Bundesliga | Bundesliga  | Bundesliga | Coppa di Germania | Coppa di Germania | Coppa di Germania | Coppa di Germania | Totale   | Totale | Totale      | Totale     |
| Giocatore      | Presenze   | Reti       | Ammonizioni | Espulsioni | Presenze          | Reti              | Ammonizioni       | Espulsioni        | Presenze | Reti   | Ammonizioni | Espulsioni |
| -------------- | ---------- | ---------- | ----------- | ---------- | ----------------- | ----------------- | ----------------- | ----------------- | -------- | ------ | ----------- | ---------- |
| T. Audehm      | 1          | 0          | 0           | 0          | 0                 | 0                 | 0                 | 0                 | 1        | 0      | 0           | 0          |
| J. Bach        | 27         | 0          | 7           | 0          | 1                 | 0                 | 1                 | 0                 | 28       | 0      | 8           | 0          |
| E. Buckmaier   | 15         | 2          | 0           | 0          | 1                 | 0                 | 1                 | 0                 | 16       | 2      | 1           | 0          |
| T. Daniel      | 6          | 0          | 0           | 0          | 0                 | 0                 | 0                 | 0                 | 6        | 0      | 0           | 0          |
| R. Eilenberger | 12         | 0          | 0           | 0          | 1                 | 0                 | 0                 | 0                 | 13       | 0      | 0           | 0          |
| S. Emmerling   | 30         | 2          | 5           | 1          | 1                 | 0                 | 0                 | 0                 | 31       | 2      | 5           | 1          |
| T. Fink        | 32         | 8          | 2           | 2          | 1                 | 0                 | 1                 | 0                 | 33       | 8      | 3           | 2          |
| D. Greiser     | 0          | 0          | 0           | 0          | 0                 | 0                 | 0                 | 0                 | 0        | 0      | 0           | 0          |
| F. Hartmann    | 8          | 0          | 0           | 0          | 0                 | 0                 | 0                 | 0                 | 8        | 0      | 0           | 0          |
| G. Hermann     | 17         | 0          | 3           | 1          | 0                 | 0                 | 0                 | 0                 | 17       | 0      | 3           | 1          |
| A. Ibrahim     | 19         | 2          | 2           | 0          | 0                 | 0                 | 0                 | 0                 | 19       | 2      | 2           | 0          |
| K. Kula        | 18         | 1          | 1           | 0          | 0                 | 0                 | 0                 | 0                 | 18       | 1      | 1           | 0          |
| T. Langbein    | 17         | 0          | 6           | 0          | 0                 | 0                 | 0                 | 0                 | 17       | 0      | 6           | 0          |
| M. Leśniak     | 33         | 5          | 4           | 0          | 1                 | 0                 | 0                 | 0                 | 34       | 5      | 4           | 0          |
| D. Lucke       | 0          | 0          | 0           | 0          | 0                 | 0                 | 0                 | 0                 | 0        | 0      | 0           | 0          |
| U. Mai         | 23         | 0          | 0           | 0          | 0                 | 0                 | 0                 | 0                 | 23       | 0      | 0           | 0          |
| H. Moser       | 25         | 1          | 4           | 0          | 1                 | 0                 | 0                 | 0                 | 26       | 1      | 4           | 0          |
| A. Müller      | 0          | 0          | 0           | 0          | 0                 | 0                 | 0                 | 0                 | 0        | 0      | 0           | 0          |
| U. Neuhaus     | 32         | 6          | 9           | 0          | 1                 | 0                 | 0                 | 0                 | 33       | 6      | 9           | 0          |
| R. Prinzen     | 30         | 3          | 3           | 0          | 1                 | 0                 | 0                 | 0                 | 31       | 3      | 3           | 0          |
| S. Sané        | 26         | 5          | 0           | 0          | 1                 | 0                 | 1                 | 0                 | 27       | 5      | 1           | 0          |
| G. Silberbach  | 7          | 1          | 0           | 0          | 0                 | 0                 | 0                 | 0                 | 7        | 1      | 0           | 0          |
| J. Sobiech     | 14         | 0          | 0           | 0          | 1                 | 0                 | 1                 | 0                 | 15       | 0      | 1           | 0          |
| A. Sydel'nykov | 0          | 0          | 0           | 0          | 0                 | 0                 | 0                 | 0                 | 0        | 0      | 0           | 0          |
| A. Teichmann   | 0          | 0          | 0           | 0          | 0                 | 0                 | 0                 | 0                 | 0        | 0      | 0           | 0          |
| B. Tilner      | 0          | 0          | 0           | 0          | 0                 | 0                 | 0                 | 0                 | 0        | 0      | 0           | 0          |
| U. Tschiskale  | 26         | 6          | 6           | 0          | 1                 | 0                 | 1                 | 0                 | 27       | 6      | 7           | 0          |
| C. Wolters     | 15         | 2          | 0           | 0          | 0                 | 0                 | 0                 | 0                 | 15       | 2      | 0           | 0          |